# Oecobius aculeatus
Oecobius aculeatus är en spindelart som beskrevs av Jörg Wunderlich 1987. Oecobius aculeatus ingår i släktet Oecobius och familjen Oecobiidae.
Artens utbredningsområde är Kanarieöarna. Inga underarter finns listade i Catalogue of Life.